# Paolo Montesperelli
Paolo Montesperelli (Perugia, 26 settembre 1955) è un sociologo italiano.
Studioso di metodologia della ricerca sociale e di processi culturali, è stato dirigente dell'Irres (Istituto regionale di ricerche economiche e sociali della Regione Umbria). Ha insegnato poi all'Istituto teologico di Assisi, all'Università di Torino, all'Università di Firenze, all'Università degli Studi di Salerno ed ora all'Università di Roma "La Sapienza". 
È membro del Consiglio Universitario Nazionale, in rappresentanza di tutti i docenti italiani ordinari di "Scienze politiche e sociali" (2015-2016)
È autore di diverse opere, tra cui L'intervista ermeneutica (1998), Sociologia della memoria (2003), Comunicare e interpretare. Introduzione all'ermeneutica per la ricerca sociale (2014).
Si è occupato di vari temi, quali ll pensiero ermeneutico, il riduzionismo, la memoria come problema e come risorsa, la tecnica dell'intervista ermeneutica, la tecnica delle storie di vita, l'esclusione sociale, i movimenti per la pace.

## Opere principali
- Montesperelli, Paolo, Comunicare e interpretare. Introduzione all'ermeneutica per la ricerca sociale, Milano: Egea, 2014
- Montesperelli, Paolo e Addeo, Felice; Esperienze di analisi di interviste non direttive, Roma: Aracne, 2007
- Montesperelli, Paolo e Diana, Paolo; Analizzare le interviste ermeneutiche, Roma: Carocci, 2003
- Montesperelli, Paolo; L'intervista ermeneutica, Milano: F. Angeli, 1998
- Montesperelli, Paolo; Sociologia della memoria, Roma: GLF editori Laterza, 2003
- Montesperelli, Paolo; La pace sconosciuta: indagine tra gli studenti di Assisi, Milano: F. Angeli, 1995
- Osservatorio sulle povertà in Umbria, Mobilita sociale e disuguaglianza: terzo rapporto dell'Osservatorio sulle povertà in Umbria, a cura di Paolo Montesperelli, Chiara Vivoli; Perugia: Agenzia Umbria ricerche, stampa 2004
- Montesperelli, Paolo; La maschera e il puzzle: i giovani tra identità e differenza, Assisi: Cittadella, 1984
- Montesperelli, Paolo; Metodologia e tecniche della ricerca sociale, con Luigi Fruda, Bologna: Pitagora, 2005
- Montesperelli, Paolo; Idee sulla nonviolenza, Foligno: Editoriale Umbra, stampa 1998